# Shayrat
Shayrat (tiếng Ả Rập: الشعيرات, cũng đánh vần Sha'irat) là một ngôi làng ở miền trung Syria, một phần hành chính của Tỉnh Homs, nằm ở phía đông nam của Homs trên rìa phía tây của sa mạc Syria. Các địa phương gần đó bao gồm Dardaghan ở phía tây, al-Manzul và al-Riqama ở phía tây bắc, Sadad ở phía nam và al-Hamrat ở phía tây nam. Theo Cục Thống kê Trung ương (CBS), Shayrat có dân số 1.443 trong cuộc điều tra dân số năm 2004. Shayrat đã được phân loại là một ngôi làng bỏ hoang hoặc khirba bởi học giả người Anh Eli Smith vào năm 1838.
Shayrat ở gần căn cứ không quân Shayrat.